# Очеретино (Александровский район)
Очеретино (укр. Очеретине) — село в Александровской поселковой общине Краматорского района Донецкой области Украины.

## Общие сведения
Население по переписи 2001 года составляло 940 человек. Почтовый индекс — 84022. Телефонный код — 6269.

## Известные уроженцы
- Подушко, Зиновий Григорьевич (1887—1963) — украинский художник.